# La Tosca (pièce de théâtre)
Pour les articles homonymes, voir La Tosca.

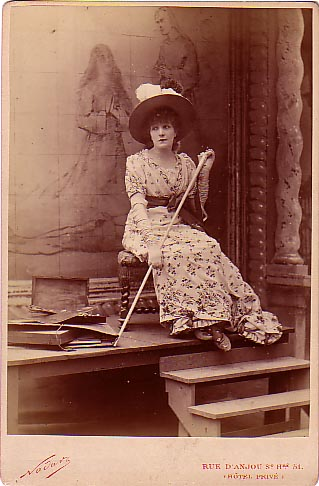
Sarah Bernhardt dans La Tosca, 1887.

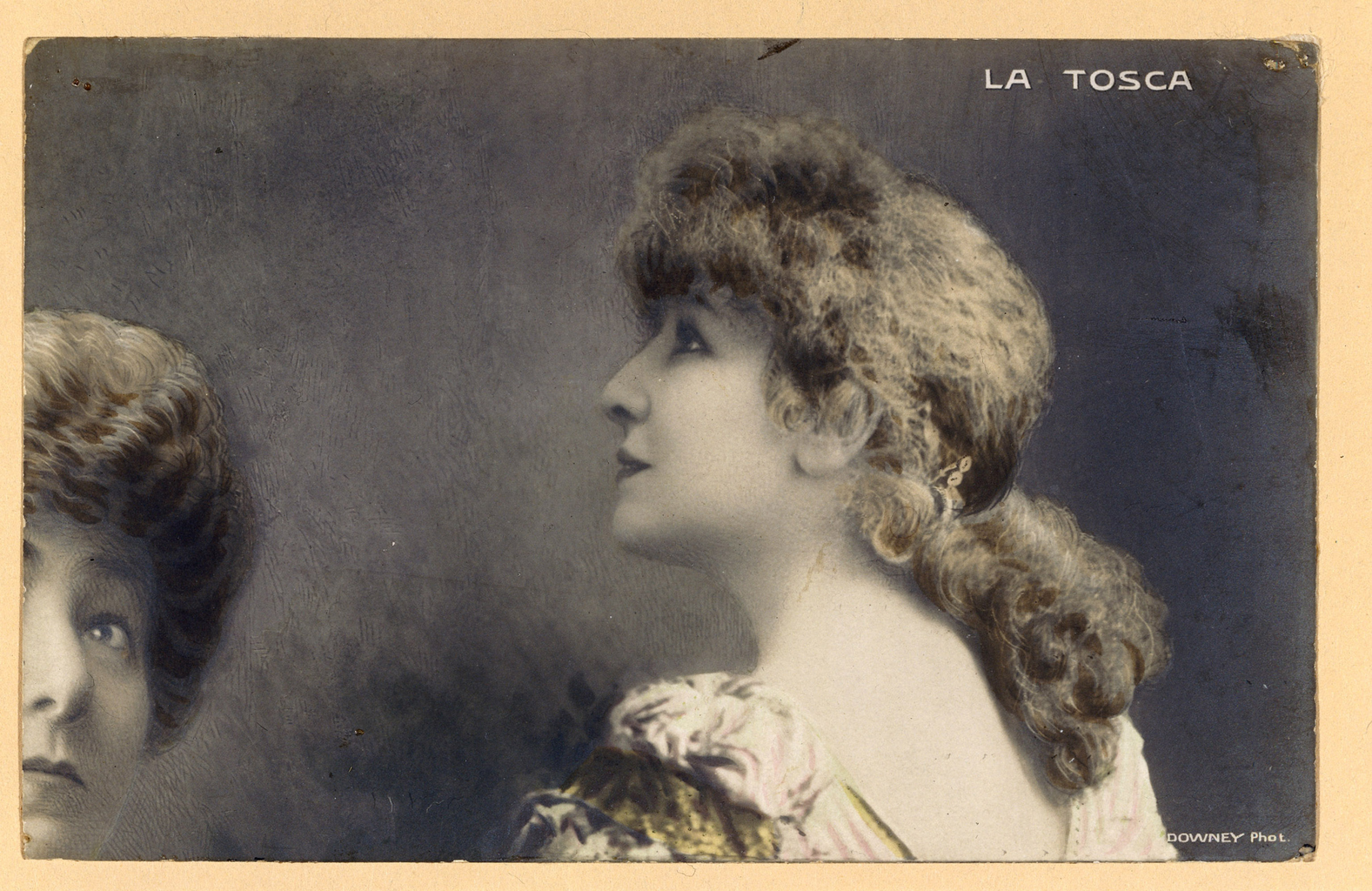
Sarah Bernhardt dans La Tosca.

La Tosca est un drame historique en cinq actes du dramaturge français Victorien Sardou (1831-1908).
Créée le 24 novembre 1887 au théâtre de la Porte-Saint-Martin à Paris, elle met en vedette l'illustre comédienne  Sarah Bernhardt, âgée de trente-huit ans. L'auteur est alors à l'apogée de sa carrière artistique.
L'œuvre s'articule autour de trois thèmes clés : l'histoire, l'aventure et l'amour. Le drame se déroule dans la Rome du XIXe siècle, au moment de la bataille de Marengo. Victorien Sardou propose une description minutieuse de l'environnement historique, sans omettre aucun détail à travers les dialogues des personnages.
Les librettistes Giuseppe Giacosa et Luigi Illica et le compositeur Giacomo Puccini ont tiré de ce drame l'opéra Tosca (sans article devant le nom), écrit avec l'approbation de Victorien Sardou et joué pour la première fois à Rome en 1900.

## Argument
La Tosca est divisée en cinq actes ; ils sont réduits à trois dans l'opéra de Puccini.

### Acte I
Cesare Angelotti reçoit l'aide de sa sœur, la marquise Giulia Attavanti, pour s'échapper du château Saint-Ange et se cacher dans la chapelle familiale située dans l'église Sant'Andrea della Valle à Rome, où elle a préparé des vêtements de femme pour que son frère les porte comme déguisement. Angelotti se révèle alors au peintre Mario Cavaradossi, à qui il raconte toutes ses expériences dans l'espoir de recevoir de l'aide, ayant découvert les tendances patriotiques et républicaines de ce dernier pendant que le sacristain et son serviteur discutaient. Le dialogue entre les deux est brusquement interrompu par l'arrivée de la Tosca (Angelotti a juste le temps de se cacher), une chanteuse extrêmement dévouée à la religion, qui annonce à son amant, Cavaradossi, que pour la soirée elle sera occupée à préparer les célébrations au Palais Farnèse à l'occasion de la victoire certaine des Autrichiens à Marengo. Immédiatement après que la Tosca a quitté l'église, des canons retentissent, annonçant l'évasion d'un prisonnier du château Saint-Ange : le gardien a été trahi et dénoncé, de sorte que le fugitif est recherché dans toutes les rues de Rome. Cavaradossi prépare sa voiture pour faire fuir Angelotti déguisé en femme. Pendant ce temps, Scarpia entre soudainement dans l'église et, ayant reçu l'ordre de fouiller partout, trouve l'éventail de la marquise Attavanti.

### Acte II
La scène s'ouvre dans la belle salle du palais Farnèse entièrement décorée et remplie de nobles. Scarpia est également présent à la réception et il est rejoint par son agent Spoletta, qui l'informe de la situation : le prisonnier évadé n'a pas encore été retrouvé et la perquisition au palais de Cavaradossi n'a abouti à rien (Scarpia l'a fait fouiller parce qu'il était au courant des tendances politiques de ce dernier). Même la filature de la Tosca n'a servi à rien, le fugitif est introuvable. La Tosca entre dans la salle suivie d'une foule de prétendants. Elle passe du temps avec les invités et aussi avec Scarpia qui, convaincu de son implication dans l'évasion du prisonnier, suscite en elle un sentiment de jalousie en lui montrant l'éventail de la marquise Attavanti, qu'il dit avoir trouvé parmi les couleurs et les pinceaux de Cavaradossi dans l'église. La Tosca se met en colère et, folle de jalousie, veut quitter la fête pour aller voir Cavaradossi et le surprendre en flagrant délit, mais elle doit encore chanter pour la reine Maria Carolina et ne peut pas partir. La scène se termine avec l'arrivée d'un messager apportant la nouvelle de la victoire de Napoléon à la bataille de Marengo, qui provoque l'évanouissement de la reine sous le choc et le départ de la Tosca de la fête.

### Acte III
Entre-temps, Cavaradossi et Angelotti sont arrivés à la villa de campagne de Cavaradossi et, pendant que ce dernier raconte au consul de la République romaine l'histoire de la villa, la Tosca arrive. Angelotti se réfugie dans le jardin, tandis que Cavaradossi tente de calmer son amante. La chanteuse est remplie de jalousie et de colère pour cet éventail entre ses mains et, lorsqu'il voit les vêtements de la marquise Attavanti, Cavaradossi ne peut s'empêcher de lui dire la vérité. Lorsqu'il lui demande comment elle a obtenu cet éventail et que la Tosca lui raconte la conversation qu'elle a eue avec Scarpia, Cavaradossi et Angelotti comprennent que tout cela n'était qu'un piège du chef de la police pour les débusquer. Cavaradossi fait cacher son ami dans un puits secret de la villa. Scarpia et les gendarmes font irruption dans la maison et, après avoir recherché en vain le fugitif, Scarpia interroge la Tosca, tandis qu'il fait emmener Cavaradossi dans une autre pièce pour le torturer. Pour chaque dénégation de la Tosca sur la connaissance d'Angelotti, une torture est infligée à Cavaradossi. Les deux résistent pendant un certain temps, mais lorsque la Tosca voit à quel point son bien-aimé est réduit, elle avoue et révèle la cachette d'Angelotti. Les gardes qui descendent dans le puits pour l'arrêter remontent son corps : Angelotti s'est suicidé grâce à un puissant poison contenu dans l'une de ses bagues. Cavaradossi et la Tosca sont emmenés hors de la villa avec le corps.

### Acte IV
Chambre de Scarpia, au château Saint-Ange.
Il est tard dans la nuit et Scarpia dîne. Spoletta lui apporte l'ordre du gouverneur d'exécuter Cavaradossi à l'aube. Scarpia décide de faire pendre également le corps sans vie d'Angelotti, afin que le peuple voie que la justice a suivi son cours, et ordonne à la Tosca de se présenter devant lui. Il lui parle de l'ordre d'exécution de Cavaradossi et lui dit qu'elle est libre de partir puisqu'elle n'est pas impliquée dans les faits. Il lui fait comprendre qu'il existe une voie de salut pour son bien-aimé, à condition qu'elle se donne à lui. La Tosca est horrifiée. Mais le temps ne joue pas en sa faveur et Spoletta entre dans la pièce pour recevoir les ordres concernant l'exécution, de sorte que, se trouvant dans une impasse, la Tosca cède à l'ignoble chantage. Puisqu'il y a un ordre formel, il n'est pas possible d'annuler l'exécution, il faut donc la simuler : les directives que Scarpia donne à Spoletta ne sont pas de procéder à une pendaison mais à une exécution par arme à feu, avec des fusils chargés à blanc, et de laisser l'homme sortir du château et de le conduire avec la Tosca jusqu'aux portes de la ville. Scarpia veut recevoir son dû, mais la Tosca le convainc d'abord d'écrire un sauf-conduit pour elle et Cavaradossi, non seulement pour quitter Rome, mais aussi pour franchir les frontières des États pontificaux. Scarpia accepte. Pendant qu'il écrit, la Tosca trouve un couteau sur la table et, lorsque Scarpia s'approche d'elle pour recevoir son dû, elle le poignarde à mort.

### Acte V
La Tosca, via Spoletta, arrive jusqu'à Cavaradossi dans la chapelle où il est emprisonné et lui raconte le plan et ce qui s'est passé. Spoletta escorte Cavaradossi jusqu'à la plate-forme du château Saint-Ange où aura lieu l'exécution, et la Tosca reste dans la chapelle en attendant que les événements se passent. Ayant entendu les coups de feu, elle part rejoindre son bien-aimé. Sur la plate-forme, alors qu'il n'y a plus personne, la Tosca, convaincue que Mario fait seulement semblant d'être mort, commence à le presser de se lever pour qu'il s'enfuie avec elle. À sa grande consternation, elle découvre que Mario a vraiment été abattu. Entre-temps Spoletta revient avec Sciarrone et d'autres soldats pour emporter le corps, et la Tosca bondit vers lui, avouant le meurtre qu'elle a commis. Une fois la mort de Scarpia confirmée, les soldats tentent de l'arrêter, mais elle saute par-dessus le parapet et se jette dans le vide.

## Les difficultés de la première représentation

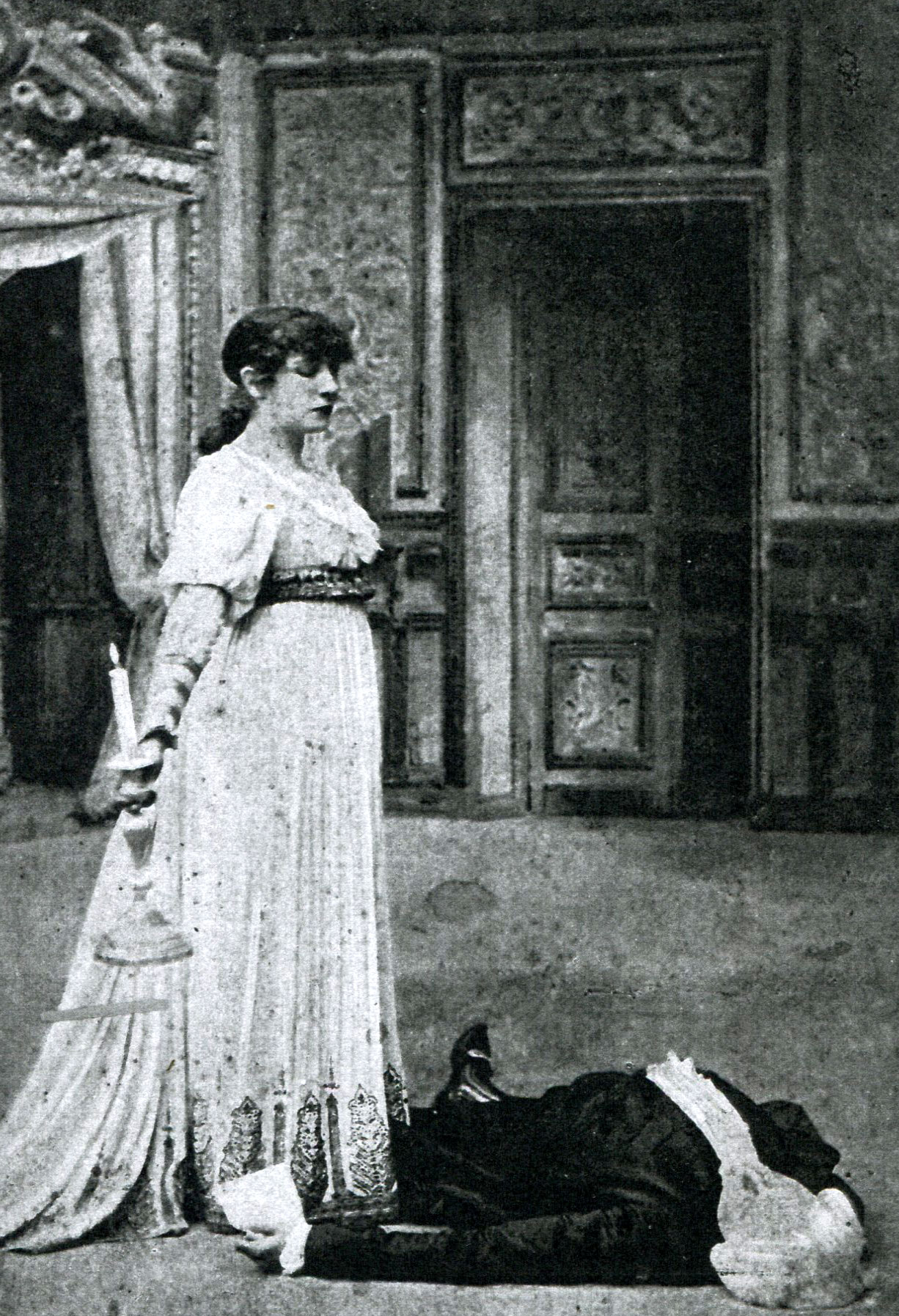
Sarah Bernhardt joue La Tosca de Sardou au théâtre de la Porte Saint Martin, 1887.

Lorsqu'il met en scène sa pièce, Victorien Sardou est au faîte de son succès, et il a de nombreux détracteurs hostiles. La première de son drame en est affectée et il doit donc surmonter de nombreuses difficultés.
Lors des répétitions de la première, un certain Sylvestre l'accuse dans les journaux d'avoir plagié une de ses compositions. L'accusation est surmontée par la mise en scène de l'œuvre de Sylvestre, qui n'a pas eu de succès, qui met en évidence la différence avec La Tosca. Puis viennent d'autres accusations de plagiat de la part d'écrivains plus autorisés. Ernest Daudet, publie une accusation dans le Figaro. De l'étranger, Maurice Barrymore affirme que Victorien Sardou a copié Madyuka, qu'il avait représenté à New York l'année précédente, et que Sarah Bernhardt a été sa complice dans cette affaire. C'est à cette occasion que Victorien Sardou, répondant aux accusations, prétend avoir tiré l'idée de La Tosca non pas d'autres œuvres, mais d'un récit remontant aux guerres de religion du XVIIe siècle, lorsqu'à Toulouse une femme huguenote a tenté en vain de sauver son mari en se donnant à un puissant ecclésiastique qui a quand même exécuté le condamné.
Ayant échoué avec leurs accusations de plagiat, les opposants organisent une cabale et tentent de perturber la première représentation en lançant des huées, que la grande majorité du public étouffe par des tonnerres d'applaudissements. Le lendemain, les critiques hostiles au drame de Victorien Sardou n'empêchent pas le succès de l'œuvre en France et à l'international. Même en Italie, où La Tosca arrive la même année, le drame connait un grand succès auprès du public, mais il est souvent joué en quatre actes au lieu de cinq parce que les compagnies de théâtre ne veulent pas prendre en charge les coûts des somptueux costumes et le grand nombre de personnages de la scène du bal du Palais Farnèse prévue dans le deuxième acte original.

## Adaptations

### En musique
- Tosca de Giacomo Puccini. Puccini a l'idée de transposer La Tosca en musique après avoir assisté à une représentation du drame interprété par Sarah Bernhardt à Milan en 1892. Il se met à travailler avec Luigi Illica, mais préfère ensuite se consacrer à La Bohème. En 1896, apprenant que le compositeur Alberto Franchetti se consacrait à la composition de Tosca, il le convainc de se retirer. Puccini termine l'œuvre, avec un livret de Giuseppe Giacosa et Illica, en octobre 1899. L'opéra est représenté pour la première fois au Teatro Costanzi de Rome le 14 janvier 1900, non sans conflits et tensions, à tel point que la police reçoit des informations sur la possibilité d'une attaque dans le théâtre. Puis vient le succès et l'opéra est donné dans ce théâtre pendant vingt soirées[3].

- Tosca - Amour désespéré de Lucio Dalla.

### Au cinéma
Le drame de La Tosca a inspiré un grand nombre de films, tant à l'époque muette que sonore. L'un des premiers, réalisé en 1907 et mettant en vedette Sarah Bernhardt elle-même, n'a pas été monté car l'actrice et Victorien Sardou, bien que très attachés à ce drame, ont convaincu la production de ne pas le distribuer, s'estimant insatisfaits du résultat. Certains films se sont inspirés de l'opéra de Puccini. La version de 1973 réalisée par Luigi Magni reprend explicitement le drame de Victorien Sardou et le cite dans le générique d'ouverture ; elle partage avec lui certains aspects qui le différencient de l'opéra de Puccini.

### À la télévision
- Tosca, téléfilm de 1976, réalisé par le réalisateur Gianfranco De Bosio .